# Natalia Gemperle
Natalia Gemperle (née Vinogradova, le 9 décembre 1990 à Moscou) est une orienteuse suisse d'origine russe de haut niveau.

## Palmarès

### Championnats du monde
- Médaille d'or en 2016 en Relais
- Médaille d'or en 2018 en Moyenne distance
- Médaille d'argent en 2016 en Longue distance
- Médaille d'argent en 2017 en Sprint
- Médaille d'argent en 2017 en Relais
- Médaille d'argent en 2021 en Longue distance
- Médaille de bronze en 2016 en Moyenne distance
- Médaille de bronze en 2017 en Longue distance
- Médaille de bronze en 2019 en Moyenne distance
- Médaille de bronze en 2019 en Relais
- Médaille de bronze en 2021 en Sprint

### Jeux mondiaux
- Médaille d'argent en 2017 à Wrocław (Pologne) en catégorie Moyenne distance
- Médaille d'argent en 2017 à Wrocław (Pologne) en catégorie Relais mixte
- Médaille d'argent en 2025 à Chengdu (Chine) en catégorie Sprint
- Médaille d'or en 2025 à Chengdu (Chine) en catégorie Relais mixte sprint

### Championnats d'Europe
- Médaille d'or en 2016 en Relais mixte
- Médaille d'argent en 2018 en Longue distance
- Médaille de bronze en 2016 en Relais
- Médaille de bronze en 2018 en Sprint